# Panama autópályái
Ez a lap Panama autópályáit (spanyolul: Autopista) sorolja fel. Az autópályákon a megengedett maximum sebesség 110 km/h.

## Az autópályák listája
| Rövidített neve | Neve                               | Érintett városok |
| --------------- | ---------------------------------- | --- |
| CA1             | CA1 - Autopista Panamá-La Chorrera | Panamaváros-Puente de las Américas-Arraiján-La Chorrera                                                               |
|                 | Autopista Corredor Norte           | Ancón-Marcos A. Gelabert Nemzetközi Repülőtér-Ciudad de Panamá-San Miguelito-Tinajitas-Club de Golf de Panamá-Tocumen |
|                 | Autopista Corredor Sur             | Panamaváros-San Francisco-Juan Díaz-Tocumen Nemzetközi Repülőtér-Tocumen                                              |
|                 | Autopista Panamá - Arraiján        | Panamaváros-Paraíso-Puente Centenario-Arraiján (CA1)                                                                  |
|                 | Autopista Panamá - Colón           | Panamaváros-Las Cumbres-Don Bosco-Chilibre-Gatuncillo-Buena Vista-Sabanitas-Cativá-Colón                              |